# Baron Cobbold

Wappen der Barone Cobbold

Baron Cobbold, of Knebworth in the County of Hertford, ist ein erblicher britischer Adelstitel in der Peerage of the United Kingdom. 
Stammsitz der Familie ist Knebworth House in Hertfordshire.

## Verleihung
Der Titel wurde am 23. November 1960 für Cameron Fromanteel Cobbold geschaffen. Dieser war 1949 bis 1961 Governor of the Bank of England.

## Liste der Barone Cobbold (1960)
- Cameron Fromanteel Cobbold, 1. Baron Cobbold (1904–1987)
- David Antony Fromanteel Lytton-Cobbold, 2. Baron Cobbold (1937–2022)
- Henry Fromanteel Lytton-Cobbold, 3. Baron Cobbold (* 1962).

Titelerbe (Heir Apparent) ist der Sohn des jetzigen Barons, Edward Stucley Fromanteel Lytton-Cobbold (* 1992).